# Jackie Brown
Jackie Brown è un film del 1997 scritto e diretto da Quentin Tarantino, tratto dal romanzo Punch al rum di Elmore Leonard.

## Trama
Jackie Brown arrotonda il suo esiguo stipendio da hostess contrabbandando denaro per Ordell Robbie, un mercante d'armi tanto stralunato quanto poco affidabile con al fianco la bionda Melanie, una delle sue tante compagne, e il maldestro Louis Gara, il suo braccio destro. Un giorno, Ordell riceve una chiamata dalla prigione da parte di Beaumont, uno dei suoi scagnozzi: egli gli chiede di liberarlo e pagare la sua cauzione. Ordell si reca così da Max Cherry, un garante di cauzioni, che fa uscire Beaumont di galera. Quella stessa sera, Ordell decide di uccidere Beaumont per paura che quest'ultimo, assai intimorito dall'ambiente della prigione e con una grossa accusa sulle spalle a causa del possesso di armi illecite, parli dei suoi traffici con la polizia, ma ormai è troppo tardi.
Qualche giorno dopo, infatti, Jackie viene raggiunta da due agenti del dipartimento di polizia, Mark Dargus del LAPD e Ray Nicolette dell'ATF, agenti speciali del dipartimento anti-frode. I due uomini perquisiscono la borsa di Jackie, trovando effettivamente 50.000 dollari e una busta contenente cocaina. Mark e Ray rivelano di aver avuto la soffiata da Beaumont e conducono Jackie alla stazione di polizia, dove tentano d'indurla a collaborare con loro. Jackie però non si presta a collaborare, viene processata e condotta in carcere. Ordell va nuovamente da Max per pagare la cauzione e Max la va quindi a prendere in carcere. Tornata a casa dopo una frugale cena con Max, Jackie riesce a sfuggire a Ordell, determinato a ucciderla come qualche giorno prima aveva fatto con Beaumont per non farlo parlare.
Il giorno seguente, dopo essersi consultata con Max, l'unica persona che sente amica e al quale sta cominciando a piacere, Jackie stringe un accordo con la polizia per consegnargli Ordell, ottenendo in cambio il proscioglimento. Ne parla poi a Ordell stesso, convincendolo che è un buon modo per portare negli Stati Uniti in una sola volta i 500.000 dollari che Ordell detiene in Messico grazie ai suoi traffici. Ordell è titubante, ma alla fine si ricrede a riporre fiducia in Jackie, convincendosi che è la persona più affidabile per un lavoro simile. Inizia così il doppio gioco di Jackie: da una parte “collabora” con la polizia e dall’altra si comporta da complice con Ordell, facendogli credere che sta ingannando gli agenti. Lo scambio avverrà al Del Amo Shopping Center, dove Jackie e Ordell si ritrovano per discutere gli ultimi ritocchi del piano.
Andato via Ordell, Max, appena uscito dal cinema del centro commerciale, vede Jackie, si ferma a parlare con lei della sua decisione di voler abbandonare il suo lavoro e tra i due nasce una certa complicità. Ordell vede però Max seduto al tavolo con Jackie, e comincia a sospettare di entrambi. Il primo scambio, di prova, in cui Jackie porta solo 10.000 dollari e che avviene sotto il controllo di Ray e Jackie, ha successo, e la donna consegna la busta come convenuto ad una donna mandata da Ordell. La polizia si fa così un'idea sulle modalità dello scambio e si appresta a cogliere Ordell in flagrante con il prossimo scambio. Ordell non sta però ai patti, cambia qualcosa nelle fasi dello scambio, facendo infuriare Jackie, che comunque va avanti con il suo piano, per il raggiungimento del quale necessita dell'aiuto di Max. Infatti anche raccontare ad Ordell del suo accordo con la polizia fa parte di un inganno, volendo in realtà Jackie raggirare il trafficante d'armi, con lo scopo di intascarsi tutti i suoi soldi.
Arriva il giorno dello scambio decisivo. In aereo, Jackie nasconde 500.000 dollari sul fondo della borsa, sotto i 50.000 che farà vedere a Ray. Il poliziotto controlla i soldi e marca i 50.000 dollari, dopodiché Jackie, sempre scortata a distanza dalla polizia, entra nel camerino di un negozio del centro commerciale, dove deve avvenire lo scambio che vede come tramite Melanie. La donna arriva sul posto, accompagnata da Louis: lo scambio avviene e Jackie, dopo aver dato a Melanie la busta con solo 50.000 dollari, riempita di libri per simulare il peso, mette nella busta portata da Melanie i 500.000 dollari e la lascia nel camerino. Uscendo dal centro commerciale, Louis, oramai al limite per le continue prese in giro di Melanie, la uccide a sangue freddo nel parcheggio con due colpi di pistola al torace e all'addome, prima di partire col furgone. Nel frattempo, Max entra nel camerino e prende la busta che Jackie ha lasciato, andandosene indisturbato.
Quando Louis va a prendere Ordell, quest’ultimo lo uccide nel furgone dopo aver scoperto che la busta conteneva in realtà solo 40.000 dollari invece che tutto il bottino (10.000 erano stati dati a Melanie da Jackie, come regalo per la sua collaborazione, soldi che ovviamente erano contrassegnati) e aveva saputo inoltre che Louis aveva visto Max Cherry al centro commerciale ma aveva tenuto poco o per niente in considerazione la cosa; il tutto aggravato dall'omicidio di Melanie, a cui il trafficante d'armi si era un minimo affezionato. Dopo di ciò, Ordell riesce a seminare gli agenti che lo stavano pedinando, facendo perdere le sue tracce. Jackie, nel frattempo, corre dalla polizia, affermando che il piano è andato a monte dato che Melanie è spuntata fuori all'improvviso, rubando i soldi e fuggendo mentre Jackie era impreparata nel camerino, prima che lo scambio si potesse compiere.
La polizia, ignorando la vera identità del tramite, non si rende conto che ciò che è avvenuto era proprio lo scambio. Dal canto suo Ray non si fida molto di Jackie e la sua versione non gli quadra, ma non ha prove a favore dei suoi dubbi e quindi decide di concentrarsi unicamente su ritrovare Ordell. Max, per portare a termine il piano di Jackie, organizza un incontro con Ordell, con una scusa, ma una volta faccia a faccia Ordell lo minaccia con una pistola e vuole sapere dove sono finiti i 500.000 dollari. Max gli dice che sono nel suo ufficio, dove si trova anche Jackie. Gli racconta che Jackie è terrorizzata dalla situazione, temendo anche che nell'eventualità in cui Ordell fosse arrestato, egli faccia il nome della donna, finendo quindi in carcere con lui. Infine lo informa che Jackie vuole solo restituire i soldi e che ha architettato tutto solo perché non si fidava di Melanie perché questa aveva dei risentimenti nei confronti di Ordell, che l'aveva tagliata fuori dai giochi, e non aspettava che un'occasione per fregare Ordell.
Il trafficante è perplesso a tutta questa spiegazione, ma decide comunque di incontrare Jackie, credendo perlomeno che la donna sia realmente spaventata dal precipitarsi degli eventi. Dopo essersi accertato che Jackie è nell'ufficio di Max, Ordell lo costringe ad andare con lui, usandolo come ostaggio. Quando entrano, la stanza è al buio e, prima che Ordell possa fare qualcosa, Ray esce all'improvviso e lo uccide, chiudendo così il caso. 
Le accuse contro Jackie vengono ritirate e lei pianifica un viaggio a Madrid. Max declina l'invito a unirsi a lei. Si salutano con un bacio e lui la guarda allontanarsi in auto.

## Produzione
Nel film sono riscontrabili diversi marchi di fabbrica del regista: la visuale dal bagagliaio dell'auto, usata in tutti i suoi film sino ad ora (quando Ordell cerca di convincere Beaumont a entrarci dentro), la visuale dagli occhi della vittima (usata anche in Pulp Fiction e poi in Kill Bill) e il feticismo per i piedi di Tarantino: in diverse scene, specialmente all'inizio ma anche più avanti, vengono infatti inquadrati i piedi di Melanie.
Si tratta dell'unico film non originale diretto da Tarantino, essendo tratto dal romanzo di Leonard.

### Cast
Sylvester Stallone era stato scelto originariamente per il ruolo di Louis, mentre John Travolta per quello di Ray Nicolette ma entrambi rifiutarono. Robert De Niro avrebbe voluto interpretare Max Cherry ma Tarantino aveva già assegnato la parte a Robert Forster. Pur di lavorare con Tarantino, De Niro ha accettato il ruolo di Louis. Michael Keaton interpreta il ruolo del poliziotto Ray Nicolette anche in un altro film tratto da un romanzo di Elmore Leonard, Out of Sight.
Robert De Niro e Samuel L. Jackson erano già stati insieme nel cast di un film (pur non apparendo nelle stesse scene), sette anni prima in Quei bravi ragazzi di Martin Scorsese. Sid Haig, che interpreta il giudice del caso di Jackie, è noto per essere apparso in diversi altri film di exploitation con Pam Grier. Inoltre, tra i nomi scritti sul citofono dell'appartamento di Melanie, figura S. Haig, chiaro riferimento all'attore. 
La lista di Tarantino per i papabili interpreti di Max Cherry includeva anche i nomi di Gene Hackman, John Saxon e Paul Newman.

## Accoglienza

### Incassi
Il film ha incassato 39,7 milioni di dollari negli Stati Uniti e in Canada e 35,1 milioni di dollari in altri territori per un totale di 74,7 milioni di dollari, contro un budget di 12 milioni di dollari. 

## Riconoscimenti
- 1997 - National Board of Review Award
  - Migliori dieci film
- 1998 - Chicago Film Critics Association Award
  - Candidatura per il miglior attore non protagonista a Robert Forster
- 1998 - Festival di Berlino
  - Miglior attore protagonista a Samuel L. Jackson
  - Candidatura per l'Orso d'oro a Quentin Tarantino
- 1998 - Golden Globe
  - Candidatura per il miglior attore in un film commedia o musicale a Samuel L. Jackson
  - Candidatura per la miglior attrice in un film commedia o musicale a Pam Grier
- 1998 - Kansas City Film Critics Circle Award
  - Miglior attore non protagonista a Robert Forster
- 1998 - MTV Movie Award
  - Candidatura per la miglior performance maschile a Samuel L. Jackson
- 1998 - Premio Oscar
  - Candidatura per il miglior attore non protagonista a Robert Forster
- 1998 - Satellite Award
  - Candidatura per la miglior attrice in un film commedia o musicale a Pam Grier
- 1998 - Saturn Award
  - Candidatura perla miglior attrice protagonista a Pam Grier
  - Candidatura per il miglior attore non protagonista a Robert Forster
- 1998 - Screen Actors Guild Award
  - Candidatura per la miglior attrice protagonista a Pam Grier
- 2000 - Csapnivaló Awards
  - Miglior performance femminile a Pam Grier
  - Migliore sceneggiatura a Quentin Tarantino